# Robinzonáda

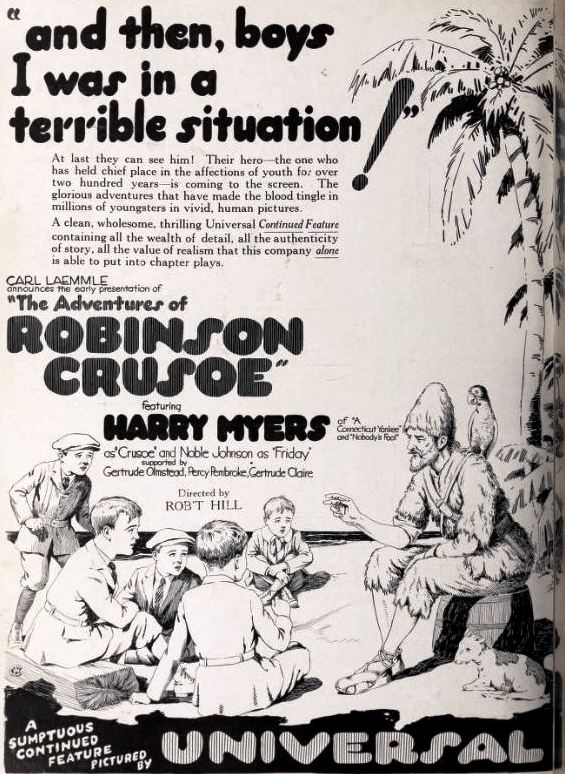
Plakát pro zfilmovanou podobu Robinsona Cruosoe z roku 1922.

Robinzonáda (resp. robinsonáda) je označení pro typ filmového nebo literárního díla, jehož ústředním námětem je postava trosečníka (trosečníků) a problémy, které musí tito trosečníci řešit. Jméno získala podle románu Daniela Defoea, Robinson Crusoe.

## Stručná historie
První literární robinzonády vznikaly v 18. století a operovaly zpravidla s trosečníky na pustých a neobydlených ostrovech (respektive ostrovech obydlených lidojedy). Často se jednalo o klasickou dobrodružnou literaturu, byť mohla mít i vzdělávací charakter, nebo mohla přesahovat do složitějších otázek sociálních, zejména pokud jde o dopady osamocení či dlouhodobého pobytu na jednom místě s malou skupinou lidí na lidskou psychiku. V současné době lze prvky robinzonád vysledovat i v dílech science fiction (kde se lze setkat např. s trosečníky vesmírnými) a v různých hororových dílech. Běžní jsou i trosečníci, kteří spadli do hlubokého pralesa s letadlem atd.

## Robinzonáda v literatuře
Za zakladatele subžánru je považován anglický spisovatel Daniel Defoe pro své klasické dílo Robinson Crusoe z roku 1719. V Německu byl oblíbený Ostrov Felsenburg, který žánr kombinuje s prvky sociální utopie. Ten publikoval Johann Gottfied Schnabel pod pseudonymem Gisander od roku 1731 a jako první v jeho předmluvě použil slovo „Robinsonade“.
Dalšími známými robinzonádami jsou např. Švýcarský Robinson od J. D. Wysse (kritizovaný pro značně absurdní přírodopisné reálie), nebo knihy Julese Verna Dva roky prázdnin a Tajuplný ostrov či H. Stacpooleho romantické dílo Trilogie Modré laguny. Za určitých okolností lze chápat jako poněkud kuriózní robinzonádu i příběhy Mauglího (viz Rudyard Kipling, Knihy džunglí). Příkladem historické robinzonády (odehrávající se v 17. století) je román rakouského autora českého původu Aloise Tlučhoře Děti jeskyň. V modernější době byl subžánr obohacen o příběhy trosečníků vesmírných - viz např. Verneho román Na kometě či Běhounkovi Robinzoni vesmíru. Běhounek také napsal Robinsoni Želvích ostrovů a Trosečníci na kře ledové, což je však autobiografické dílo o skutečných trosečnících ze vzducholodi Italia. Přeneseně je jí sociální dívčí román Robinsonka Marie Majerové, kde se hrdinka po smrti maminky musí naučit vést domácnost a přirovnává svůj osud k Robinsonovi.

## Robinzonáda ve filmu
Robinzonády ve filmu a v seriálech představují buďto zpracování různých literárních předloh (pochopitelně včetně výše jmenovaných), nebo originální tvorbu. Z té druhé skupiny lze jmenovat zejména film Trosečník s Tomem Hanksem v hlavní roli.
Svéráznou robinzonádou je i americký snímek Šest dní, sedm nocí, český film Ukradená vzducholoď a další snímky.
Na úspěch podobně zaměřených literárních a filmových děl navázaly i některé seriály (např. americký seriál Lost, česky Ztraceni, jehož šest řad bylo natočeno v letech 2004–2010) a dokonce i reality show (např. česká reality show Trosečník, vysílaná televizí Prima na podzim 2006).

## Další významy
- Robinzonáda – označení pro odvážný dlouhý skok brankáře po letícím míči ve fotbale či házené, zákrok byl pojmenován podle anglického fotbalového brankáře Jacka Robinsona.